# Friedrich Wilhelm Mader
Pour les articles homonymes, voir Mader.
Ernst Friedrich Wilhelm Mader, né le 1er septembre 1866 à Nice et décédé le 30 avril 1945  à Bönnigheim en Allemagne, est un écrivain allemand de romans d'aventures et d'anticipation, de pièces de théâtre, de contes, de poèmes et de chansons. On le surnomma à son époque le Karl May souabe.

## Biographie
Friedrich Wilhelm Mader grandit dans le sud de la France, à Nice dans le presbytère d'une communauté allemande. Bon élève, il poursuivit sa scolarité jusqu'au baccalauréat en 1883 à Heilbronn. Ensuite, il étudia la théologie à l'Université de Tübingen et exerça comme pasteur entre 1897 et 1917 à Eschelbach et Kesselfeld dans le Land de Bade-Wurtemberg.
Friedrich Wihelm Mader travaillait également pour divers journaux, dont les Münchner Fliegenden Blätter (Les Feuilles volantes de Munich). Mais sa véritable vocation était l'écriture. À partir de 1917, il exercice comme écrivain indépendant. L'auteur était pétri d'idées protestantes sur la vie et la morale, tout en étant très patriote. En 1929, il fait construire sa maison à Stuttgart, Otto-Reiniger-Straße 65.
Friedrich Wilhelm Mader mourut le 30 april à l'âge de 78 ans à Bönnigheim. Une partie de l'héritage littéraire de l'auteur est conservé aux archives départementales de Hohenlohe.

## Œuvres

### Romans d'aventures
La plus grande partie de la production littéraire de Friedrich Wilhelm Mader relève du Roman d'aventures. Ses œuvres furent appréciées aussi bien des adultes que de la jeunesse. À cette époque, le mythe de l'aventurier qui explore des territoires inconnus, s'exposant à de multiples dangers et combats, était très en vogue.

#### Romans africains (sélection)
- Im Lande der Zwerge (Au pays des nains) : aventures et combats au cœur de l'Afrique avec des pygmées ;
- Nach den Mondbergen (Les monts de la lune) : aventures au cœur de l'Afrique jusqu'aux sources du Nil, publié plus tard sous le titre Ins dunkle Afrika“ (Au cœur de l'Afrique noire) ;
- Oranjehof (La résidence de l'Oranje) : aventures en Afrique du Sud avec des autochtones et des Boers dans un univers de mines de diamants et de mines d'or ;
- Flucht aus dem Sudan (La fuite du Soudan), la révolte de Mahdi en Afrique du Nord, la fuite des Allemands retenus prisonniers et les violences de Kalifa ;
- Die Helden von Ostafrika (Les héros d'Afrique orientale), en trois volumes : Am Kilimandjaro (Au pied du Kilimanjaro), Vom Pangani zum Rowuma (De Pangani à Rowuma) et In unbekannte Fernen (Vers des contrées inconnues) : aventures avec pour arrière-plan Lettow-Vorbeck dans la guerre d'Afrique orientale sans oublier des aventures en forêt vierge et dans les steppes ;
- Im Kampf um Recht und Freiheit(Le combat pour le droit et la liberté) : la guerre des Boers ;
- Die Fremdenlegionäre (La légion étrangère) : aventures, fuites et combats de la légion étrangère dans le désert ;
- Die Messingstadt (La ville de laiton) : aventures autour d'une mystérieuse ville du Sahara, avec des scientifiques allemands et de multiples combats, paru plus tard sous le titre „Das Geheimnis der Sahara (Le secret du Sahara) ;
- Ophir : aventures au royaume de la reine de Saba et au pays doré d'Ophir, paru plus tard sous le titre, Der Schatz des Halim Pascha (Le trésor d'Halim Pascha).

#### Romans sud-américains (sélection)
- El Dorado : voyages et aventures de deux jeunes gens dans les forêts vierges d'Amérique du Sud, découverte de la faune et de la flore, rencontres avec des autochtones, paru plus tard sous le titre Auf den Spuren der Inkas (Sur les traces des Incas) ;

#### Romans océaniens (sélection)
- Der König der Unnahbaren Berge (Le roi des Montagnes interdites) : aventures de scientifiques allemands à bord de leur automobile au cœur de l'Australie. ;
- Im Weltmeer verirrt (Perdu dans l'immensité de l'océan) : aventures, dangers et grosses frayeurs de deux jeunes Allemandes sur une île des Mers du Sud, avec cyclones, requins et pirates ;
- Im Eis des Südpols (Dans les glaces du pôle sud): aventures et dangers d'une expédition suédoise de 1901 à 1903.

### Contes (sélections)
Après la défaite de l'Allemagne pendant la Première Guerre mondiale, et les transformations politiques et sociales que connaît le pays dans la période d'après-guerre, l'auteur échappe à la dure réalité pour trouver refuge dans la forme du conte.
- Kronenmärchen (Le conte de la couronne), 1924.

### Chansons (sélection)
Friedrich Wilhelm Mader fut pendant toute sa vie très attaché à sa région natale, la Souabe. Cet attachement s'exprime dans ses chansons qui furent très populaires dans cette région.
- Lieder aus dem Schwabenland (Chansons de Souabe), 1932.

### Romans d'anticipation
L'une des œuvres de Friedrich Wilhelm Mader sort du rang de ses autres romans d'aventures : Wunderwelten (Mondes merveilleux), paru en 1911. Avec ce roman, l'auteur s'aventure dans un genre nouveau pour lui, celui de la littérature d'anticipation. Mader est aux côtés de Kurd Lasswitz et de Hans Dominik, l'un des premiers écrivains de science-fiction allemands. Après Wunderwelten, il écrivit encore deux autres romans qui forment une sorte de cycle. Ces deux romans, qui appartiennent également au genre de l'anticipation, sont Die tote Stadt (La ville fantôme), première partie, 1923 et Der letzte Atlantide (Le dernier Atlantide), deuxième partie, 1923. Ces deux romans se déroulent au pôle sud qui abrite un territoire étrange entouré de glaces et peuplé de dinosaures, comme à la préhistoire.
- Wunderwelten (Mondes merveilleux), 1911 ;
- Die tote Stadt (La ville fantôme), Première partie, 1923 ;
- Der letzte Atlantide (Le dernier Atlante), Deuxième partie, 1923.

## Ouvrages de référence
- (de) Ernst Schlagenhauf: Die Ritter vom Geiste und ihre Spuren im württembergischen Unterland (Christian von Massenbach, Friedrich Wilhelm Hackländer, Wilhelm Ganzhorn, Friedrich Wilhelm Mader). Wüstenrot 1993.